# Bigelow Carpet Mill
Bigelow Carpet Mill est un moulin historique situé sur Union and High Streets à Clinton dans le Massachusetts. Construit en 1847, le moulin est inscrit au Registre national des lieux historiques en 1978.

## Source de la traduction
- (en) Cet article est partiellement ou en totalité issu de l’article de Wikipédia en anglais intitulé « Bigelow Carpet Mill » (voir la liste des auteurs).